# Häusliche Krankenpflege

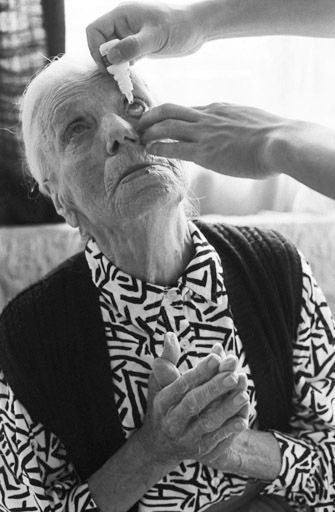
Medikamentengabe im häuslichen Umfeld

Häusliche Krankenpflege (HKP) ist in Deutschland eine Leistung der gesetzlichen Krankenversicherung. Sie wird als Sachleistung von den Krankenkassen bezahlt und ist gesetzlich in § 37 SGB V normiert. Außerklinische Intensivpflege (AIK) ist eine Spezialisierung der Häuslichen Krankenpflege.
Die Leistungen der häuslichen Krankenpflege sind nicht zu verwechseln mit der häuslichen Pflege, einer Leistung der Pflegeversicherung.

## Anspruchsvoraussetzungen
Gesetzlich Krankenversicherte erhalten in ihrem Haushalt bzw. in ihrer Familie häusliche Krankenpflege durch geeignetes Pflegefachpersonal (z. B. über einen Ambulanten Pflegedienst bzw. eine Sozialstation oder ähnliche Einrichtungen), wenn dies zusätzlich zur ärztlichen Behandlung erforderlich ist, um
- eine stationäre Krankenhausbehandlung zu vermeiden oder die Dauer derselben zu verkürzen, oder
- eine Krankenhausbehandlung angezeigt aber nicht durchführbar ist (§ 37 Abs. 1 SGB V) oder
- wenn sie zur Sicherung des Ziels der ärztlichen Behandlung erforderlich ist (§ 37 Abs. 2 SGB V)
- und wenn die nötigen Verrichtungen nicht vom Patienten selbst oder von einer anderen im Haushalt lebenden Person durchgeführt werden können.

Die häusliche Krankenpflege muss ärztlich verordnet und von der Krankenkasse bereits im Voraus genehmigt werden. Für die Verordnung benutzt der Arzt einen speziellen Vordruck, der zur Genehmigung bei der Krankenkasse vorgelegt wird. In der Regel wird häusliche Krankenpflege einmalig verordnet, für Behandlungspflege alleine (s. u.) stellt der Arzt meist ein Rezept pro Quartal aus. Eine Verordnung für einen längeren Zeitraum ist jedoch ebenfalls möglich. Es kann jedoch erforderlich werden, dass zusätzliche Verrichtungen notwendig und damit ergänzende Verordnungen notwendig werden, was Auswirkungen auf die Höhe der Zuzahlung (s. u.) hat.
Häusliche Krankenpflege kann nur beansprucht werden, wenn sie im Haushalt bzw. in der Familie des Erkrankten oder an sonstigen geeigneten Orten erbracht wird, an denen sich der Versicherte regelmäßig wiederkehrend aufhält; zum Beispiel Schulen, Kindergärten, betreute Wohnformen oder Arbeitsstätten. Dem Gesetzgeber ging es bei der Umschreibung des Aufenthaltsortes des Versicherten um die Abgrenzung zur Leistungserbringung im stationären Bereich, z. B. in einem Pflegeheim. Bewohner einer Einrichtung der Behindertenhilfe sind deshalb von der Leistung nach § 37 SGB V ausgeschlossen (BSG, Urteil vom 1. September 2005, B 3 KR 19/04 R). Pflegebedürftige Versicherte in voll- oder teilstationärer Pflege oder Kurzzeitpflege, die Anspruch auf Leistungen nach dem SGB XI haben (gesetzliche Pflegeversicherung), erhalten Leistungen der medizinischen Behandlungspflege im stationären Bereich zurzeit als Bestandteil der Pflegeleistung der Pflegeversicherung (§ 41 Abs. 2 SGB XI, § 42 Abs. 2 SGB XI, 43 Abs. 2 SGB XI).
Inwieweit häusliche Krankenpflege auch in Wohngemeinschaften („Pflege-WGs“) beansprucht werden kann, ist Gegenstand gerichtlicher Auseinandersetzungen. In einem konkreten Fall verpflichteten die Gerichte in Bayern die Krankenkasse in erster und zweiter Instanz zur Übernahme entsprechender Kosten in einer ambulant betreuten Wohngruppe.

## Änderungen durch das GKV-Wettbewerbsstärkungsgesetz
Bis 2007 waren Leistungen der häuslichen Krankenpflege nur im Haushalt des Versicherten verordnungs- und genehmigungsfähig. Doch hat das Bundessozialgericht die Leistungspflicht der Krankenkasse für eine medizinisch notwendige Insulininjektion bei einem Kind während eines Kindergarten- oder Schulbesuchs festgestellt (Urteil vom 21. November 2002, B 3 KR 13/02 R).
Der Gesetzgeber konkretisierte die Orte, wie schon das BSG zuvor, wo häusliche Krankenpflege stattfinden kann, nämlich außer im Haushalt oder der Familie der zu pflegenden Person auch an einem sonstigen geeigneten Ort, insbesondere in betreuten Wohnformen, Schulen, Kindergärten und bei besonders hohem Pflegebedarf auch in Werkstätten für behinderte Menschen. Für die medizinische Behandlungspflege in stationären Einrichtungen im Sinne des § 43 SGB XI (Pflegeheimen) gilt, dass die Versicherten bei einem besonders hohem Bedarf an Behandlungspflege ausnahmsweise ein Anspruch auf Leistungen nach dem § 37 SGB V besteht. Der Gemeinsame Bundesausschuss legte in einer Richtlinie außerdem das Nähere über die Art und den Inhalt der verrichtungsbezogenen krankheitsspezifischen Pflegemaßnahmen fest.
Diese Änderungen traten zum 27. Juni 2007 in Kraft.

## Inhalt der häuslichen Krankenpflege
Die häusliche Krankenpflege beinhaltet die erforderliche Behandlungspflege (z. B. Medikamentengabe, Injektionen oder Verbandswechsel), die Grundpflege (z. B. Körperpflege, Bewegung, Hilfe bei der Ernährung) und die hauswirtschaftliche Versorgung (z. B. Kochen, Wohnung aufräumen oder Einkaufen).
Welche Verrichtungen in welchem Umfang und für welche Dauer verordnungs- und genehmigungsfähig sind, wurde in der Richtlinie des Gemeinsamen Bundesausschusses über die Verordnung von häuslicher Krankenpflege
zwischen Krankenkassen und Ärzten vereinbart.

## Leistungserbringung
Die Leistungen der häuslichen Krankenpflege werden als Sachleistung gewährt, das heißt, die Pflegedienste rechnen die angefallenen Kosten für die verordneten Leistungen direkt mit der Krankenkasse ab. Es dürfen nur solche Pflegedienste häusliche Krankenpflege erbringen, die einen entsprechenden Versorgungsvertrag mit den Kassen geschlossen haben. In diesen Verträgen wird auch die Vergütung für die einzelnen Verrichtungen vereinbart.

### Häusliche Krankenpflege als Krankenhaus-Ersatzpflege
Häusliche Krankenpflege, also Grund- und Behandlungspflege sowie hauswirtschaftliche Versorgung, kann für bis zu vier Wochen je Krankheitsfall beansprucht werden (§ 37 Abs. 1 SGB V). In Ausnahmefällen ist eine Verlängerung möglich, sofern der Medizinische Dienst einer Verlängerung aus medizinischer Notwendigkeit zustimmt. Voraussetzung ist, dass eine stationäre Krankenhausbehandlung durch die häusliche Krankenpflege vermieden oder verkürzt wird oder aus bestimmten Gründen zwar geboten, aber nicht durchführbar ist.

### Häusliche Krankenpflege zur Sicherung des Ziels der ärztlichen Behandlung
Die Behandlungspflege kann auch gewährt werden, wenn sie erforderlich ist, um das Ziel der ärztlichen Behandlung sicherzustellen (§ 37 Abs. 2 SGB V). Dies kann prinzipiell zeitlich unbefristet erfolgen, solange die Behandlungspflege aus ärztlicher Sicht medizinisch notwendig ist.
- Beispiel für §37 Abs. 2 SGB V – „zur Sicherung der ambulanten ärztlichen Behandlung“: Ein Patient bittet um vorzeitige Entlassung aus stationärer Krankenhausbehandlung, um seinen Geschäften nachgehen zu können. Der Arzt stimmt dem Wunsch zu unter der Voraussetzung, dass sich der Patient einmal wöchentlich in der chirurgischen Ambulanz des Krankenhauses zur Wundkontrolle vorstellt. Häusliche Krankenpflege als Behandlungspflege (Wunde spülen, neu verbinden) wird einmal täglich von einem Pflegedienst durchgeführt. Grundpflege ist nicht erforderlich, weil der Patient keine Hilfe bei den Verrichtungen des täglichen Lebens benötigt.

In diesen Fällen umfasst die häusliche Krankenpflege regelmäßig nur die Behandlungspflege. Die Krankenkassen können davon abweichend jedoch in ihren Satzungen bestimmen, dass für eine bestimmte Zeit und bis zu einem in der Satzung festgelegten Umfang zusätzlich zur Behandlungspflege auch Grundpflege und hauswirtschaftliche Versorgung erbracht werden können. Dies ist rechtlich nur möglich, solange keine Pflegebedürftigkeit festgestellt wurde, denn dann ist die Pflegeversicherung für die Erbringung der Grundpflege zuständig. Die Behandlungspflege wird aber auch bei Pflegebedürftigen von der Krankenversicherung bezahlt.

### Häusliche psychiatrische Krankenpflege
Die häusliche Krankenpflege für psychisch Erkrankte (auch ambulante psychiatrische Pflege (APP) genannt) ist seit Juli 2005 Bestandteil der Häuslichen Krankenpflege. Sie wurde mit der Neuregelung der Richtlinien zur Verordnung von Häuslicher Krankenpflege nach § 92 SGB V aufgenommen und ist ein gemeindeorientiertes Versorgungsangebot. Sie soll dazu beitragen, dass psychisch kranke Menschen ein würdiges, eigenständiges Leben in ihrem gewohnten Lebenszusammenhang führen können. Durch die Pflege vor Ort soll das Umfeld beteiligt und die soziale Integration gewährleistet werden. Die ambulante psychiatrische Pflege kann wiederkehrende Klinikaufenthalte, die von den Betroffenen und dem sozialen Umfeld häufig als stigmatisierend empfunden werden, vermeiden. Die ambulante Pflege soll mit ihren flexiblen, aufsuchenden Angeboten Behandlungsabbrüchen vorbeugen. Die Einzelheiten sind in der Richtlinie des Gemeinsamen Bundesausschusses (G-BA) geregelt:
- Sie kann nur bei bestimmten psychiatrischen Diagnosen verordnet werden.
- Die Diagnose muss fachärztlich gesichert sein.
- Die Dauer der Verordnung ist auf bis zu 4 Monate begrenzt.

## Zuzahlungen
Für Leistungen der häuslichen Krankenpflege muss eine Zuzahlung von 10 Euro pro ärztlicher Verordnung bezahlt werden, zusätzlich werden für die ersten 28 Tage je Kalenderjahr 10 Prozent der Kosten als Zuzahlung fällig. Die Zuzahlungen werden von den Krankenkassen berechnet und eingezogen.
Eine Ausnahme besteht, wenn die häusliche Krankenpflege wegen Schwangerschaft oder Entbindung benötigt wird, in diesen Fällen brauchen die betroffenen Frauen keine Zuzahlung zu leisten (§24 e und g SGB V).

## Qualitäts- und Abrechnungskontrolle
Bis 2017 waren Qualitäts- und Abrechnungsprüfungen nur in Pflegeeinrichtungen mit einem Versorgungsvertrag mindestens nach § 72 SGB XI möglich. Leistungserbringer nach § 132a SGB, die ausschließlich Leistungen der häuslichen Krankenpflege und keine Leistungen der Pflegeversicherung erbracht haben, konnten nicht geprüft werden. Diese Lücke wurde mit dem Inkrafttreten des Dritten Pflegestärkungsgesetzes (PSG III) geschlossen, ab Januar 2018 gehört die Überprüfung dieser Pflegedienste zum Aufgabenbereich der Medizinischen Dienste.

## In anderen Ländern
- In der deutschsprachigen Schweiz wird die häusliche Pflege und Krankenpflege Spitex genannt, in Österreich gibt es das Hausbetreuungsgesetz für pflegebedürftige Menschen.